# Glypta limatula
Glypta limatula là một loài tò vò trong họ Ichneumonidae.